# 仲里御殿
仲里御殿（なかざとうどぅん）は、尚純の次男・尚監、野国王子朝直を元祖とする琉球王族。第二尚氏の分家で、王国末期に仲里間切（現：久米島町（仲里地区））の按司地頭を務めた琉球王国の大名。
一世朝直は最初、与那城間切の按司地頭に任ぜられ与那城王子を称したが、さらに恩納間切按司地頭職を加増されて、恩納王子を称した。1733年、久米具志川間切の按司地頭に転任したので、野国王子朝直と称するようになった。三世朝政は9歳で卒し、弟の朝堅が家統を継いだが嗣子がなく、又従兄弟に当たる久志御殿の朝義を養子に迎えた。七世朝諄の時、琉球処分となった。

## 系譜
- 一世・野国王子朝直
- 二世・野国按司朝康
- 三世・野国按司朝政（朝康長男。早世）
- 三世・野国按司朝堅（朝康次男）
- 三世・与那城按司朝義（久志御殿二世・越来按司朝穎の子。仲里御殿へ養子入り）
- 四世・与那城按司朝宜
- 五世・安勢理按司朝顕（朝宜次男。早世）
- 五世・仲里按司朝衛（朝宜三男）
- 六世・上原按司朝庸
- 七世・仲里按司朝諄